# Clostera tapa
Clostera tapa är en fjärilsart som beskrevs av Walter Karl Johann Roepke 1944. Clostera tapa ingår i släktet Clostera och familjen tandspinnare. Inga underarter finns listade i Catalogue of Life.